# A látnok (The Walking Dead)

## Ismertető

### Halálozások
Amikor a járkálók megközelítették a csoport táborát, Ed Peletier a sátrában pihent, miután Shane brutálisan megverte. A sátrához közelítő járkálók megtámadták és testének nagy részét felfalták, amelybe belehalt. Később a felesége, Carol, egy csákánnyal szétroncsolta az agyát, hogy ne térhessen vissza járkálóként.
Amyt Dale lakókocsijából kilépve harapta meg egy járkáló, előbb a karján majd a nyakán. A súlyos vérveszteség és a trauma miatt nemsokára meghal és átalakul járkálóvá. A mellette lévő Andreára próbál rátámadni, amikor nővére egy fejbe lövi.
További hat személy a táborban.

### Érdekességek
Ebben az epizódban jelenik meg először (és utoljára) Guillermo, Felipe, Miguel, Abuela, Jorge és Mr. Gilbert. Élőként ebben az epizódban látható utoljára Ed Peletier valamint Amy.
A Vatos egyik tagját alakító Travis Love később a harmadik évadban jelenik meg, mint a Kormányzó egyik bizalmi embere, Shumpert. A két karakternek azonban nincs köze egymáshoz.
Ez az első rész, amelyet Robert Kirkman írt, valamint az egyetlen ilyen epizód az első évadban. Ez az epizód Johan Renck egyetlen, sorozaton belüli rendezése.

## Szereposztás

### Főszereplők
- Andrew Lincoln... Rick Grimes
- Jon Bernthal... Shane Walsh
- Sarah Wayne Callies... Lori Grimes
- Laurie Holden... Andrea
- Jeffrey DeMunn... Dale Horvath
- Steven Yeun... Glenn Rhee
- Chandler Riggs... Carl Grimes

### További szereplők
- Norman Reedus... Daryl Dixon
- Emma Bell... Amy
- Andrew Rothenberg... Jim
- Juan Pareja... Morales
- Noel G.... Felipe

### Vendégszereplők
- IronE Singleton... T-Dog
- Adam Minarovich... Ed Peletier
- Melissa McBride... Carol Peletier
- Jeryl Prescott Sales... Jacqui
- Madison Lintz... Sophia Peletier
- Maddie Lomax... Eliza Morales
- Neil Brown Jr.... Guillermo
- Anthony Guajardo... Miguel
- Gina Morelli... Abuela
- James Gonzaba... Jorge